# Lukas Alfred Fuchs

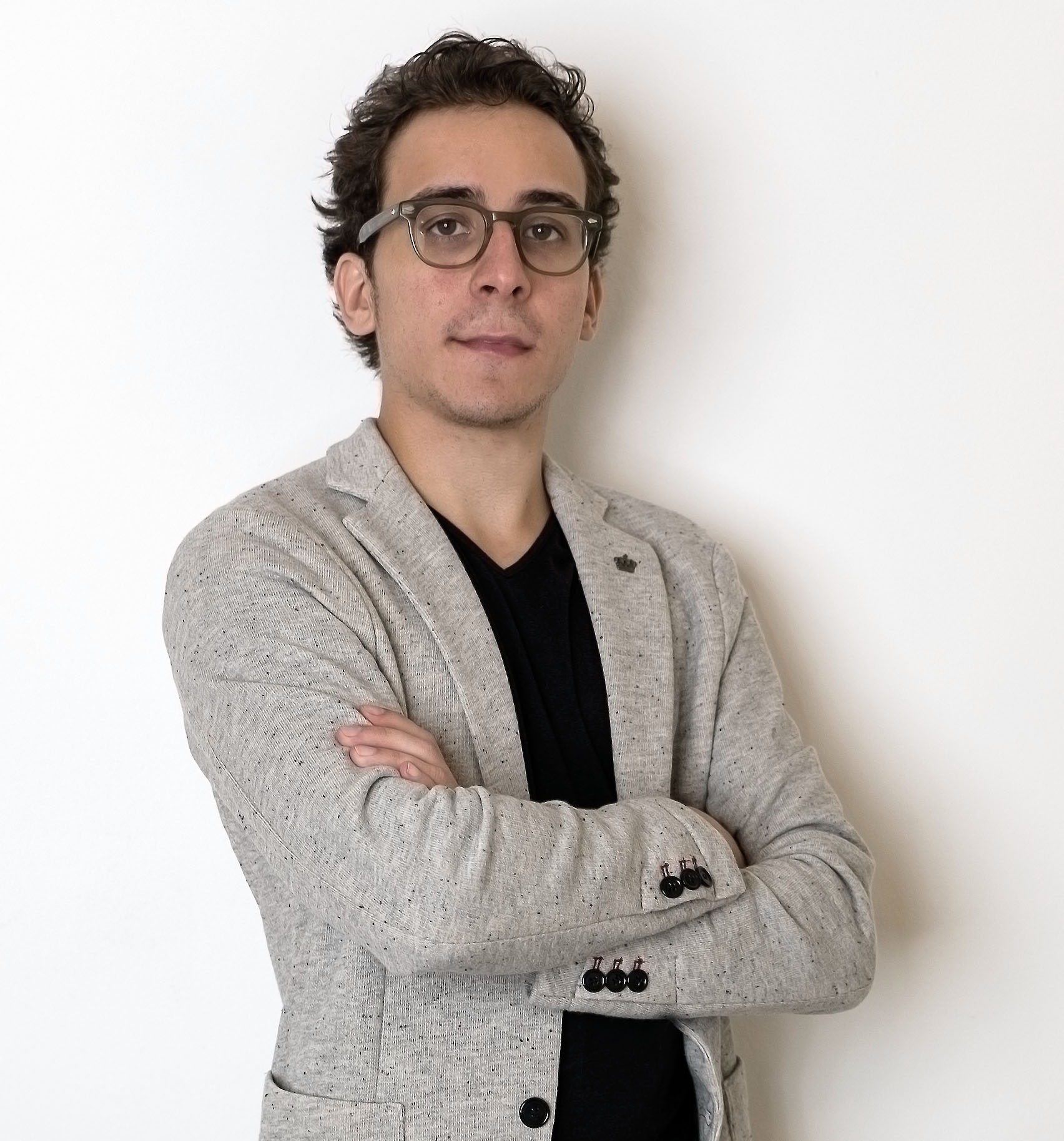
Lukas Fuchs (2019)

Lukas Fuchs (* 11. April 1991 in Baden in Niederösterreich) ist ein österreichischer Regisseur, Video/Filmgestalter und Kameramann.

## Karriere
Nach der Matura absolvierte er das Bachelor- und Master-Studium der Theater-, Film- und Fernsehwissenschaft an der Universität Wien.
Neben dem Studium arbeitete er als Regieführender Kameramann für die TV-Formate Die Meinungsmacher und Das Tennismagazin. In dieser Zeit entstanden auch diverse kleinere Filmprojekte, den größten Erfolg erreichte er aber schließlich 2018 mit seinem ersten Spielfilm Jack versus Josephine, für den er mit Rudolf Ehrenreich gemeinsam das Drehbuch schrieb. 2019 entstand die Idee für eine Fortsetzung, die Dreharbeiten mussten aber aufgrund der Covid-19-Pandemie unterbrochen werden und können erst im Spätsommer 2021 wieder aufgenommen werden.
Im Dezember 2021 schloss er schließlich das Masterstudium an der Theater-, Film- und Medienwissenschaft an der Uni Wien ab.

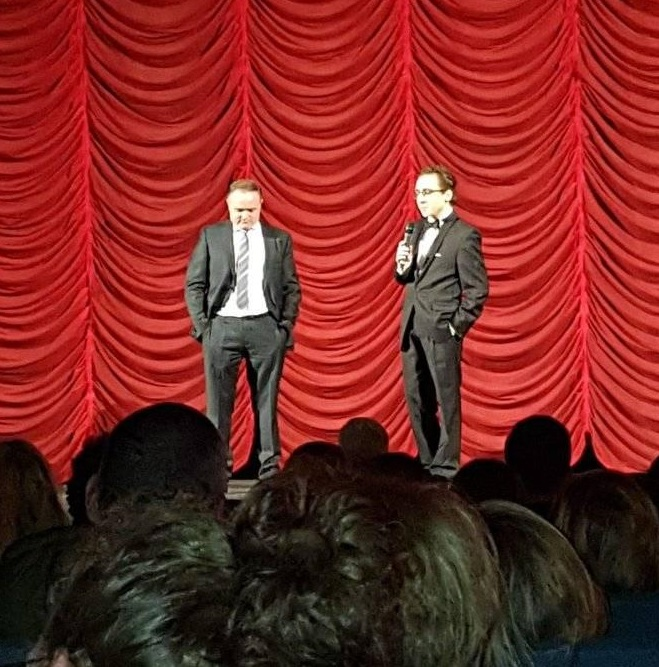
Lukas Fuchs und Rudolf Ehrenreich bei einer Ansprache vor der Premiere von Jack versus Josephine

## Künstlerisches Schaffen
- 2015 Freier Produzent von Werbeeinspielungen bei GoTV
- 2015 Grafiker bei „Webinarfabrik“
- bis 2018 Redaktion/Schnitt/Kamera/Drehorganisation – Die Meinungsmacher RTL – Tennismagazin ORF Sport+
- 2018 Regie / Schnitt / Aufnahmeleitung Spielfilm Jack versus Josephine[3]
- 2019 Freischaffend im Bereich Bild-, Grafik- und Videobearbeitung. (u. a. Werbespots für IKEA, Bipa, John Harris – Gestalter von Zuspielern in der Serie Wir sind Kaiser*in[4])
- 2021 Videoschnitt und Gestaltung der Serien "Ohne Maulkorb" und "Rudi Backstage" auf krone.tv[5]